# Mark Hanna Watkins
Mark Hanna Watkins (ur. 23 listopada 1903, zm. 24 lutego 1976) – amerykański językoznawca oraz antropolog. 
Urodził się w Huntsville w stanie Teksas jako najmłodsze z czternaściorga dzieci baptystycznego pastora. W 1926 roku uzyskał licencjat na Prairie View A&M University, po czym przez dwa lata pracował tam jako asystent sekretarza . W 1929 roku zapisał się na Uniwersytet Chicagowski, gdzie został uczniem Edwarda Sapira i pod jego okiem w 1930 obronił pracę magisterską zatytułowaną Terms of Relationship in Aboriginal Mexico.
Pisząc swoją pracę doktorską, Watkins porzucił badanie autochtonicznych języków Ameryk i skupił się na językach afrykańskich. W latach 1930–1932 razem z Hastings Kamuzu Bandą, młodym studentem z Nyasaland (ówczesna nazwa Malawi), napisał pracę A Grammar of Chichewa: A Bantu Language of British Central Africa. W 1966 roku Banda został pierwszym prezydentem Malawi. Watkins był pierwszym czarnoskórym naukowcem w USA, który otrzymał tytuł doktora w dziedzinie antropologii .
W latach 1934–1947 Watkins pełnił funkcję profesora antropologii na Fisk University w Nashville w stanie Tennessee. W 1943 roku w Stanach Zjednoczonych na Uniwersytecie Fisk powstał Wydział Afrykanistyki i Watkins został jednym z sześciu członków rady Wydziału. W 1944 roku przejściowo powrócił do Chicago i w latach 1945-1947 pracował w Meksyku i Gwatemali. Od roku 1947, aż do przejścia na emeryturę w 1972 roku, Watkins był profesorem antropologii na Uniwersytecie Howarda, gdzie zajmował się językami afrykańskimi oraz promował programy wymiany studentów pomiędzy Stanami Zjednoczonymi i Afryką . 